# Physocarpus alternans
Physocarpus alternans là loài thực vật có hoa trong họ Hoa hồng. Loài này được (M.E. Jones) J.T. Howell miêu tả khoa học đầu tiên năm 1931.